# 敌我矛盾和人民内部矛盾
毛澤東將社会主义社会中的矛盾分為兩類：敵我矛盾和人民內部矛盾。敵我矛盾是對抗性矛盾，例如被剥削阶级和剥削阶级之間的矛盾；人民內部矛盾則是非對抗性的。按照处理是否得当，对抗性矛盾和非对抗性矛盾可能互相转换。

## 历史
在《再论无产阶级专政的历史经验》的经毛泽东删改的引言中，提及了“两种性质不同的矛盾”，即“敌我之间的矛盾”和“人民内部的矛盾”。毛泽东在1957年发表的《关于正确处理人民内部矛盾的问题》中，将当时社会中的矛盾划分为“两类不同性质的矛盾”，即敌我矛盾和人民内部矛盾。毛泽东主张，对敌我矛盾应该采用专政进行解决，而对于人民内部矛盾，则应该采用“团结—批评—团结”的方法解决。